# Prużana
Prużana (biał. i ros. Пружаны; jidysz פרוזשענע, Prużane) – miasto na Białorusi, położone w obwodzie brzeskim, liczące 19,0 tys. mieszkańców (2010).
Miasto królewskie ekonomii kobryńskiej położone było w końcu XVIII wieku w powiecie brzeskolitewskim województwa brzeskolitewskiego.

## Historia

### W I Rzeczypospolitej
Po raz pierwszy wzmiankowane w 1487 pod nazwą Dobuczyn. Stanowiło część Wielkiego Księstwa Litewskiego.
Po śmierci księcia kobryńskiego Jana (syna Szymona), Dobuczyn stał się własnością jego żony Teodory, król Polski Zygmunt I Stary nadał miejscowość (1519) marszałkowi Wacławowi Kostewiczowi (Kościewiczowi), a później swojej żonie królowej Bonie Sforzy. Miasto znajdowało się w powiecie kobryńskim województwa podlaskiego, a od 1566 w powiecie brzeskolitewskim województwa brzeskolitewskiego.
Córka Zygmunta Starego, królowa Polski Anna Jagiellonka nadała (1588) miejscowości, znanej już jako Prużana magdeburskie prawa miejskie i herb (w srebrnym polu błękitny wąż ze złotą koroną na głowie, trzymający w pysku dziecko). Po (1589) nowo wybrany król Polski Zygmunt III Waza zatwierdził to swoim przywilejem (zezwalającym na organizowanie 4 jarmarków rocznie), nieznacznie zmieniając herb miasta. Heraldyczny wąż jest symbolem rodziny Sforza – matka Anny Jagiellonki królowa Bona Sforza była córką księcia Mediolanu Gian Galeazzo Sforzy.
Zbudowany został „dwór królewski” – drewniany pałac z zabudowaniami gospodarczymi. W końcu XVI wieku miasto liczyło ponad 1000 mieszkańców.
Coraz liczniej napływali do miasta koloniści żydowscy. Żydzi (także z sekty karaimów – pochodzącej z VIII wieku i nie uznającej Talmudu), w XVIII wieku stanowili już około 40% ludności liczącego 1,5 tys. mieszkańców miasteczka (pierwsza synagoga powstała jeszcze w 1463 roku). Po zniszczeniach, wywołanych najazdami Kozaków, Szwedów i Rosjan ocalało zaledwie 20% zabudowy miasta.

### W zaborze rosyjskim

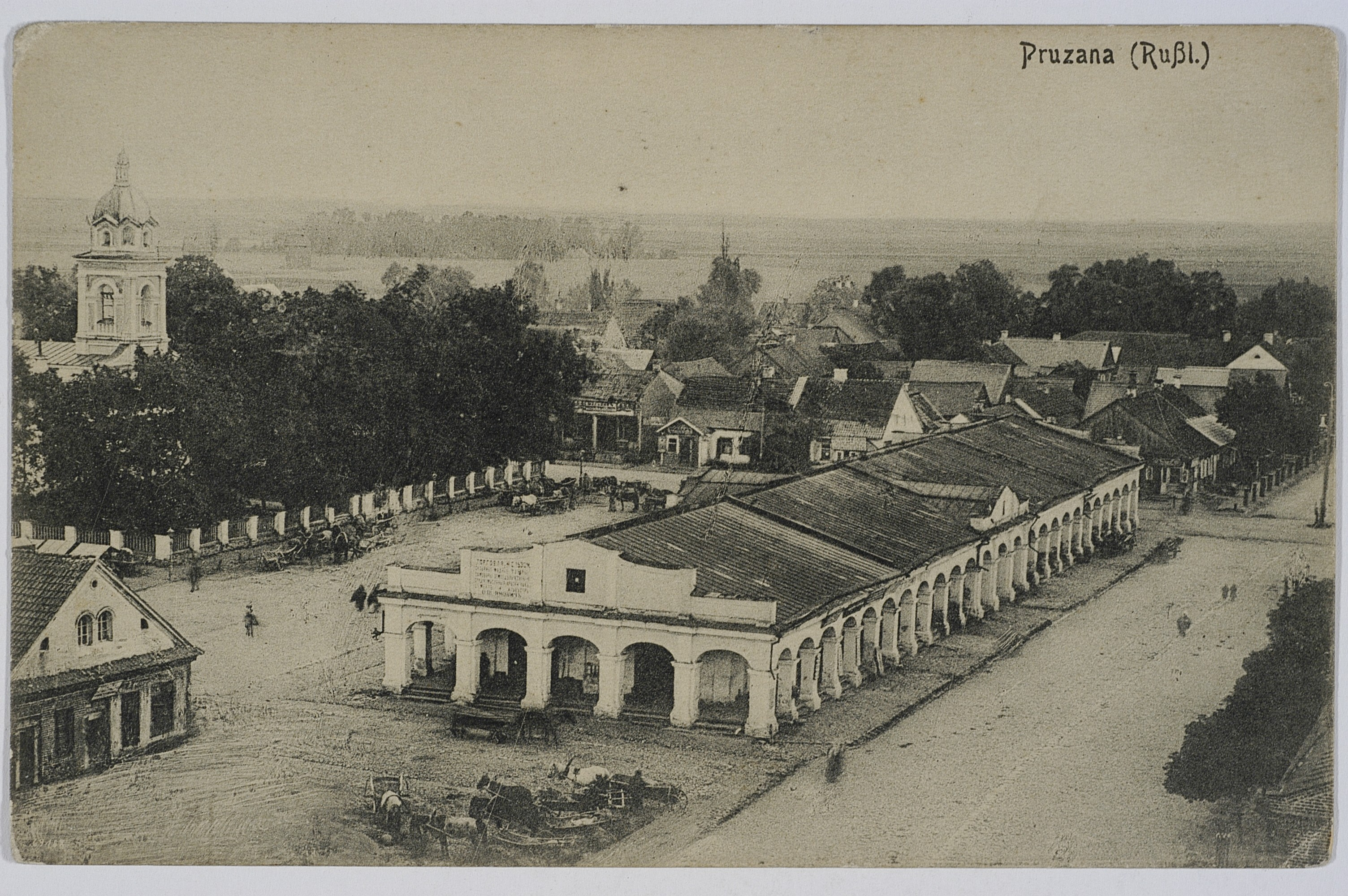
Rynek w Prużanie ok. 1915 r.

W III rozbiorze (1795) miasto zostało zagarnięte przez Rosję. Klucz prużański otrzymał od carycy Katarzyny II rosyjski generał-feldmarszałek Piotr Rumiancew-Zadunajski (1725–1796), gubernator Ukrainy (od 1764), zwycięzca wojsk tureckich (1768–1774), dowodzący częścią sił rosyjskich podczas tłumienia insurekcji kościuszkowskiej (1794), który wkrótce sprzedał go tajnemu radcy Jahminowi, od którego kupiła Prużanę rodzina Szwejkowskich.
Miasto w 1817 roku liczyło 800 mieszkańców, 20 lat później już 5,5 tys. mieszkańców. Od połowy XIX wieku w mieście odbywały się przedstawienia teatralne. Działał browar, garbarnia i młyn. Car ustanowił w tym czasie rosyjski herb miasta (1845). Podczas powstania styczniowego w okolicach Prużan walczyły polskie oddziały powstańcze (R. Rogińskiego, S. Sangina i B. Rylskiego). 13 lutego 1863 powstańcy wyzwolili na krótko Prużanę. Miasto zostało wkrótce strawione przez pożar (1863), w końcu XIX wieku liczyło ponad 7,5 tys. mieszkańców. Budowa linii kolejowej w końcu XIX wieku w odległości 13 km od miasta uniemożliwiła jego dalszy rozwój. Na przełomie XIX i XX wieku Prużana stała się ważnym ośrodkiem garncarstwa.

### W II Rzeczypospolitej

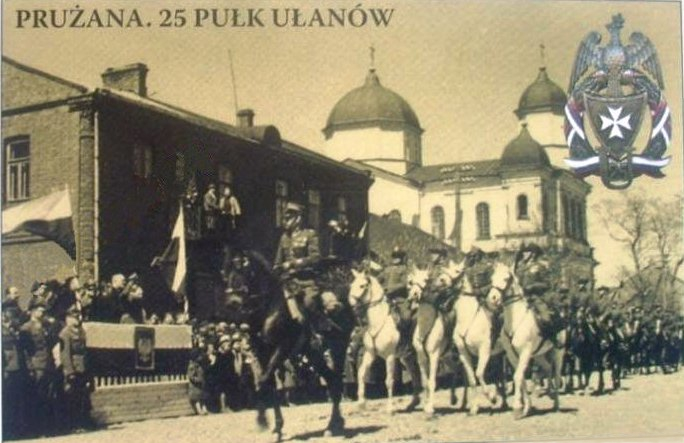
Parada 25 Pułku Ułanów Wielkopolskich 3 maja 1938 w Prużanie

W styczniu 1919 roku Prużanę zajęli bolszewicy. 30 stycznia 1919 roku miejscowość została zdobyta przez Wileński Oddział Wojska Polskiego pod dowództwem rtm. Władysława Dąbrowskiego. Wkrótce jednak oddział ten opuścił miejscowość. Dopiero 11 lutego 1919 roku Prużana została trwale zajęta przez polską piechotę z grupy gen. Listowskiego.
W II Rzeczypospolitej Prużana były stolicą powiatu województwa poleskiego. 60% ludności żydowskiej zamieszkującej Prużanę posiadało zdecydowaną większość we władzach samorządowych miasteczka, liczącego ponad 5 tys. mieszkańców. Za II RP miasto było siedzibą wiejskiej gminy Prużana. 18 kwietnia 1934 do miasta włączono część gminy Prużany (część majątku Gubernia i posiadłość Augustynówka).
Od 1924 stacjonował tu 25 pułk Ułanów Wielkopolskich. Miasto było też macierzystym garnizonem dla 20 pułku Artylerii lekkiej.

### Okupacja wojenna i okres powojenny

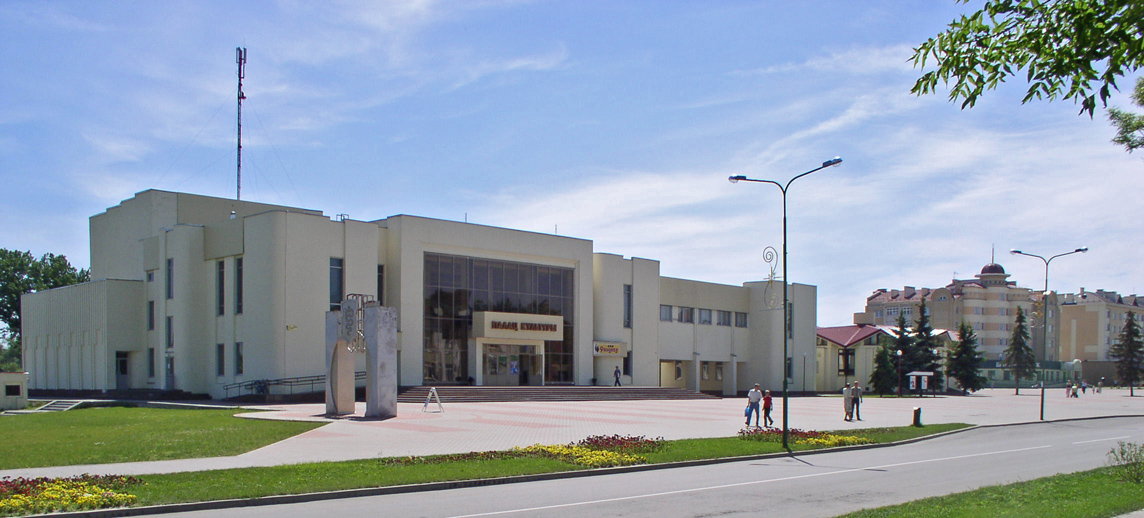
Pałac Kultury

19 września 1939 Prużanę zajęły sowieckie oddziały 4 Armii komdiwa Wasilija Czujkowa.
Okupujący Prużanę od 23 czerwca 1941 do 17 lipca 1944 Niemcy nałożyli początkowo na społeczność żydowską kontrybucję (500 000 rubli, 2 kilogramy złota i 10 kg srebra) płatną w ciągu 1 doby. W sierpniu 1941 Niemcy utworzyli getto, do którego zwozili Żydów z sąsiednich miejscowości m.in. z Białegostoku, Hajnówki, Białowieży, Narewki, Szereszewa, Berezy, Kamieńca. W getcie tym mogło przebywać aż kilkanaście tysięcy osób. Po wymordowaniu części przetrzymywanych, pozostałych Żydów do lutego 1943 roku wywieziono ze stacji Orańczyce pociągami towarowymi do obozu w Oświęcimiu. Na miejscu zginęło ponad 4000 Żydów. Miasto zostało prawie całkowicie zniszczone.
Najstarszą część miasta tworzą ulice Kobryńska (obecnie „Sowiecka”) i Słonimska (obecnie „Komsomolska”), na skrzyżowaniu których znajdował się rynek. Pomiędzy nimi a rzeką Muchawiec znajdowało się centrum miasteczka z kościołem, cerkwią unicką i sądami (grodzkim i ziemskim). W latach 60. dawną synagogę zamieniono na elektrownię.

## Zabytki
- Zespół pałacowy Szwykowskich – pałac w stylu willi włoskiej z pierwszej połowy XIX w. w majątku Szwykowskich. Po 1863 dobra skonfiskowane przez cara, a budynek przeznaczono na siedzibę powiatu. Zachowały się też dwie oficyny.
- Park krajobrazowy o pow. 8 ha.
- Sukiennice
- Kościół katolicki pw. Wniebowzięcia Najświętszej Maryi Panny, neoklasycystyczny z 1883. Wikariuszem był tutaj późniejszy kardynał ks. Kazimierz Świątek. Sowieci, okupujący miasto od 1944 zamknęli kościół i przebudowali (1950) na dom kultury. 1 kwietnia 1993 został zwrócony wiernym.
- Cerkiew prawosławna św. Aleksandra Newskiego, 1857–1880
- Kaplica cmentarna z 1852 i cmentarz katolicki
- Budynki wielorodzinne w stylu dworkowym dla urzędników państwowych z okresu II RP
- Synagoga
- Cmentarz żydowski

## Gospodarka
W mieście rozwinął się przemysł spożywczy, materiałów budowlanych oraz lniarski.

## Ludzie związani z miastem
- Marian Baranowski (1910-1940) – polski podporucznik piechoty rezerwy w Wojsku Polskim, nauczyciel, zamordowany przez Rosjan w Charkowie
- Jakub Chareuski – białoruski dowódca partyzancki (ataman), urodzony w rejonie Prużany
- Lucjan Kraszewski – polski malarz, rysownik i fotografik, jeden z prekursorów polskiej fotografii artystycznej, powstaniec
- Józef Ignacy Kraszewski – polski pisarz i działacz patriotyczny, jego rodzice mieszkali w majątku Dołha koło Prużany
- Romuald Kropat (1927-2008) – polski operator filmowy i radiesteta, realizował m.in. jako operator zdjęcia do filmu Czterej pancerni i pies
- Kazimierz Pacewicz (1895-1974) – polski malarz i oficer kawalerii
- Józef Karol Potocki – polski pisarz i publicysta
- Hanna Rejszal – białoruska lekkoatletka
- Joel Sirkes – żydowski znawca prawa halachicznego, talmudysta, pełnił posługę rabinacką w Prużanie
- Grzegorz Szyrma – białoruski dyrygent chórowy, działacz społeczny, w 1924 roku organizował chór ludowy w Prużanie
- Czesław Zbierański – major Wojska Polskiego, inżynier i konstruktor lotniczy, starosta powiatu prużańskiego
- Kazimierz Świątek – polski kardynał Kościoła rzymskokatolickiego, arcybiskup metropolita mińsko-mohylewski, administrator apostolski diecezji pińskiej i przewodniczący Konferencji Episkopatu Rzymskokatolickiego Białorusi
- Mikoła Zasim – białoruski poeta, radziecki działacz państwowy i partyzant,
- Raisa Żuk-Hryszkiewicz – białoruska nauczycielka i działaczka niepodległościowa.